# Louis-Hébert (circonscription provinciale)
Pour les articles homonymes, voir Louis Hébert (homonymie) et Hébert.
Circonscription électorale provinciale du Canada
Louis-Hébert est une circonscription électorale provinciale du Québec situé dans la région de la Capitale-Nationale, en banlieue de Québec.

## Historique
La circonscription de Louis-Hébert a été créée lors de la réforme de la carte électorale de 1965. Formée de parties des districts de Québec et de Québec-Ouest, elle comprenait la partie de la Haute-Ville de Québec située au sud-est du boulevard Saint-Cyrille (maintenant le boulevard René-Lévesque) ainsi que les villes de Sainte-Foy (sauf la partie constituée par l'ancienne paroisse de L'Ancienne-Lorette), Sillery et Cap-Rouge. En 1972 son territoire est réduit pour ne correspondre qu'à la partie de la ville de Sainte-Foy qui était précédemment dans la circonscription. En 1980 on en retire la partie de Sainte-Foy située au sud du boulevard Laurier et à l'est de l'autoroute Henri-IV. La modification suivante survient en 2001 alors qu'une autre partie de Sainte-Foy est transférée dans Jean-Talon mais que la ville de Cap-Rouge ainsi qu'un quartier périphérique de Sainte-Foy situé au sud du boulevard Wilfrid-Hamel quittent La Peltrie pour se joindre à Louis-Hébert. Lors de la refonte de 2011, la partie de l'ancienne ville de Sainte-Foy (haute-ville) qui restait dans Louis-Hébert passe dans Jean-Talon, tandis que Louis-Hébert s'agrandit de la ville de Saint-Augustin-de-Desmaures et d'une partie de l'arrondissement Sainte-Foy–Sillery–Cap-Rouge.
Elle est nommée en l'honneur de Louis Hébert, premier colon masculin en terre canadienne.

## Controverse
À la suite de la victoire de Geneviève Guilbault à l'élection partielle de 2017, celle-ci s'est retrouvé avec un bureau vide. Un problème courant qui est lors d'un changement de député.
Il n’y avait aucun dossier citoyen ouvert. Nous ne pouvons transférer ce qui n’existe pas. Pour ce qui est des dossiers discrétionnaires du précédent député, ils ont été traités comme il se doit, de par leur nature.  

- Nicole Ménard, administratrice au gouvernement du Québec

## Liste des députés

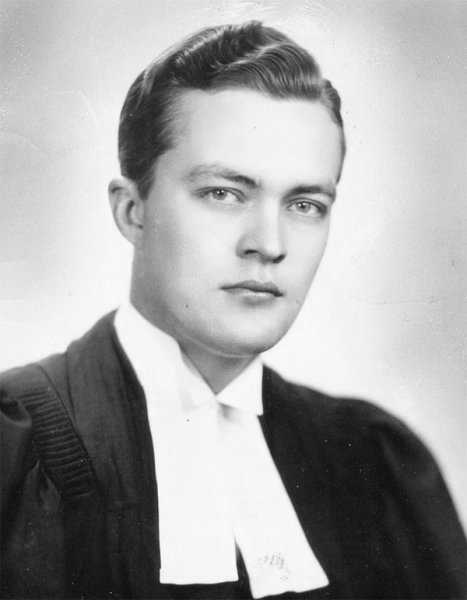
Jean Lesage est député de Louis-Hébert de 1966 à 1970 pour le Parti libéral du Québec

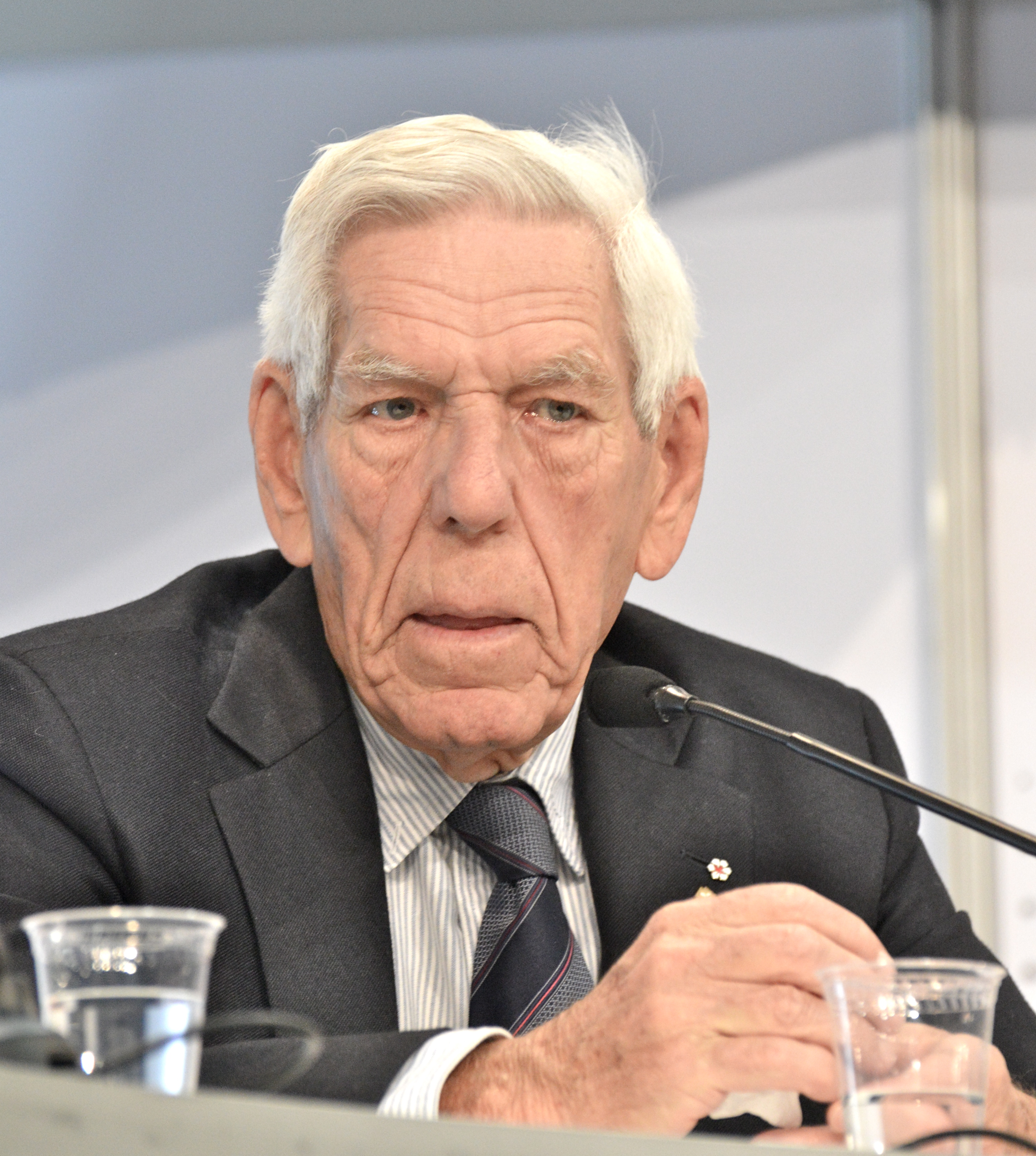
Claude Castonguay est député de Louis-Hébert de 1970 à 1973 pour le Parti libéral du Québec

| Législature                                              | Années       | Député            | Député              | Parti            |
| -------------------------------------------------------- | ------------ | ----------------- | ------------------- | ---------------- |
| Louis-Hébert Créée depuis Québec (comté) et Québec-Ouest |              |                   |                     |                  |
| 28e                                                      | 1966–1970    |                   | Jean Lesage         | Libéral          |
| 29e                                                      | 1970–1973    | Claude Castonguay |                     | Libéral          |
| 30e                                                      | 1973–1976    | Gaston Desjardins |                     | Libéral          |
| 31e                                                      | 1976–1981    |                   | Claude Morin        | Parti québécois  |
| 32e                                                      | 1981–1981    |                   | Claude Morin        | Parti québécois  |
| 32e                                                      | 1982–1985    |                   | Réjean Doyon        | Libéral          |
| 33e                                                      | 1985–1989    |                   | Réjean Doyon        | Libéral          |
| 34e                                                      | 1989–1994    |                   | Réjean Doyon        | Libéral          |
| 35e                                                      | 1994–1998    |                   | Paul Bégin          | Parti québécois  |
| 36e                                                      | 1998–2002    |                   | Paul Bégin          | Parti québécois  |
| 36e                                                      | 2002–2003    |                   | Paul Bégin          | Indépendant      |
| 37e                                                      | 2003–2007    |                   | Sam Hamad           | Libéral          |
| 38e                                                      | 2007–2008    |                   | Sam Hamad           | Libéral          |
| 39e                                                      | 2008–2012    |                   | Sam Hamad           | Libéral          |
| 40e                                                      | 2012–2014    |                   | Sam Hamad           | Libéral          |
| 41e                                                      | 2014–2017    |                   | Sam Hamad           | Libéral          |
| 41e                                                      | 2017–2018    |                   | Geneviève Guilbault | Coalition avenir |
| 42e                                                      | 2018–2022    |                   | Geneviève Guilbault | Coalition avenir |
| 43e                                                      | 2022–présent |                   | Geneviève Guilbault | Coalition avenir |

## Résultats électoraux
|                                                                                               | Nom                            | Parti              | Nombre de voix | %      | Maj.   |
| --------------------------------------------------------------------------------------------- | ------------------------------ | ------------------ | -------------- | ------ | ------ |
|                                                                                               | Geneviève Guilbault (sortante) | Coalition avenir   | 17 803         | 47,2 % | 11 575 |
|                                                                                               | Victor Dubuc                   | Parti québécois    | 6 228          | 16,5 % | -      |
|                                                                                               | Marika Robitaille              | Conservateur       | 5 509          | 14,6 % | -      |
|                                                                                               | Steven Lachance                | Québec solidaire   | 4 537          | 12 %   | -      |
|                                                                                               | Dominic Cardinal               | Libéral            | 3 283          | 8,7 %  | -      |
|                                                                                               | Daydree Vendette               | Vert               | 285            | 0,8 %  | -      |
|                                                                                               | Jean-Pierre Hamel              | Démocratie directe | 33             | 0,1 %  | -      |
|                                                                                               | Yolaine Brochu                 | Équipe autonomiste | 32             | 0,1 %  | -      |
| Total                                                                                         | Total                          | Total              | 37 710         | 100 %  |        |
| Le taux de participation lors de l'élection était de 81,1 % et 310 bulletins ont été rejetés. |                                |                    |                |        |        |

|                                                                                               | Nom                            | Parti              | Nombre de voix | %      | Maj.  |
| --------------------------------------------------------------------------------------------- | ------------------------------ | ------------------ | -------------- | ------ | ----- |
|                                                                                               | Geneviève Guilbault (sortante) | Coalition avenir   | 16 248         | 44,6 % | 6 548 |
|                                                                                               | Julie-Maude Perron             | Libéral            | 9 700          | 26,6 % | -     |
|                                                                                               | Normand Beauregard             | Parti québécois    | 4 529          | 12,4 % | -     |
|                                                                                               | Guillaume Boivin               | Québec solidaire   | 4 030          | 11,1 % | -     |
|                                                                                               | Natalie Bjerke                 | Conservateur       | 841            | 2,3 %  | -     |
|                                                                                               | Daydree Vendette               | Vert               | 550            | 1,5 %  | -     |
|                                                                                               | Caroline Côté                  | NPD Québec         | 276            | 0,8 %  | -     |
|                                                                                               | Vincent Bégin                  | Indépendant        | 244            | 0,7 %  | -     |
|                                                                                               | Jean-Luc Rouckout              | Équipe autonomiste | 22             | 0,1 %  | -     |
| Total                                                                                         | Total                          | Total              | 36 440         | 100 %  |       |
| Le taux de participation lors de l'élection était de 80,5 % et 456 bulletins ont été rejetés. |                                |                    |                |        |       |

|                                                                                               | Nom                 | Parti              | Nombre de voix | %      | Maj.  |
| --------------------------------------------------------------------------------------------- | ------------------- | ------------------ | -------------- | ------ | ----- |
|                                                                                               | Geneviève Guilbault | Coalition avenir   | 12 091         | 51 %   | 7 658 |
|                                                                                               | Ihssane El Ghernati | Libéral            | 4 433          | 18,7 % | -     |
|                                                                                               | Normand Beauregard  | Parti québécois    | 3 852          | 16,3 % | -     |
|                                                                                               | Guillaume Boivin    | Québec solidaire   | 1 235          | 5,2 %  | -     |
|                                                                                               | Sylvie Asselin      | Conservateur       | 976            | 4,1 %  | -     |
|                                                                                               | Alex Tyrrell        | Vert               | 487            | 2,1 %  | -     |
|                                                                                               | Denis Blanchette    | NPD Québec         | 319            | 1,3 %  | -     |
|                                                                                               | Vincent Bégin       | Indépendant        | 215            | 0,9 %  | -     |
|                                                                                               | Martin St-Louis     | Option nationale   | 61             | 0,3 %  | -     |
|                                                                                               | Jean-Luc Rouckout   | Équipe autonomiste | 18             | 0,1 %  | -     |
| Total                                                                                         | Total               | Total              | 23 687         | 100 %  |       |
| Le taux de participation lors de l'élection était de 52,4 % et 190 bulletins ont été rejetés. |                     |                    |                |        |       |

|                                                                                               | Nom                 | Parti            | Nombre de voix | %      | Maj.  |
| --------------------------------------------------------------------------------------------- | ------------------- | ---------------- | -------------- | ------ | ----- |
|                                                                                               | Sam Hamad (sortant) | Libéral          | 18 327         | 49,2 % | 8 677 |
|                                                                                               | Mario Asselin       | Coalition avenir | 9 650          | 25,9 % | -     |
|                                                                                               | Patrice Dallaire    | Parti québécois  | 6 841          | 18,4 % | -     |
|                                                                                               | Pascal Minville     | Québec solidaire | 1 840          | 4,9 %  | -     |
|                                                                                               | Dany Bergeron       | Conservateur     | 310            | 0,8 %  | -     |
|                                                                                               | Patrick Côté        | Option nationale | 266            | 0,7 %  | -     |
| Total                                                                                         | Total               | Total            | 37 234         | 100 %  |       |
| Le taux de participation lors de l'élection était de 83,7 % et 320 bulletins ont été rejetés. |                     |                  |                |        |       |

|                                                                                               | Nom                 | Parti                  | Nombre de voix | %      | Maj.  |
| --------------------------------------------------------------------------------------------- | ------------------- | ---------------------- | -------------- | ------ | ----- |
|                                                                                               | Sam Hamad (sortant) | Libéral                | 14 602         | 38,4 % | 2 092 |
|                                                                                               | Michel Hamel        | Coalition avenir       | 12 510         | 32,9 % | -     |
|                                                                                               | Rosette Côté        | Parti québécois        | 8 127          | 21,4 % | -     |
|                                                                                               | Guillaume Boivin    | Québec solidaire       | 1 359          | 3,6 %  | -     |
|                                                                                               | Sol Zanetti         | Option nationale       | 706            | 1,9 %  | -     |
|                                                                                               | Julie Lachance      | Parti nul              | 226            | 0,6 %  | -     |
|                                                                                               | Guillaume Dion      | Coalition constituante | 209            | 0,5 %  | -     |
|                                                                                               | Véronique Durand    | Conservateur           | 146            | 0,4 %  | -     |
|                                                                                               | Hugues Fortin       | Équipe autonomiste     | 70             | 0,2 %  | -     |
|                                                                                               | Maxime Guérin       | Union citoyenne        | 49             | 0,1 %  | -     |
| Total                                                                                         | Total               | Total                  | 38 004         | 100 %  |       |
| Le taux de participation lors de l'élection était de 86,6 % et 316 bulletins ont été rejetés. |                     |                        |                |        |       |

|                                                                                               | Nom                 | Parti               | Nombre de voix | %      | Maj.  |
| --------------------------------------------------------------------------------------------- | ------------------- | ------------------- | -------------- | ------ | ----- |
|                                                                                               | Sam Hamad (sortant) | Libéral             | 17 650         | 48,8 % | 7 137 |
|                                                                                               | Françoise Mercure   | Parti québécois     | 10 513         | 29,1 % | -     |
|                                                                                               | Jean Nobert         | Action démocratique | 5 872          | 16,3 % | -     |
|                                                                                               | Carl Lavoie         | Vert                | 1 068          | 3 %    | -     |
|                                                                                               | Dominique Gautron   | Québec solidaire    | 1 031          | 2,9 %  | -     |
| Total                                                                                         | Total               | Total               | 36 134         | 100 %  |       |
| Le taux de participation lors de l'élection était de 70,3 % et 376 bulletins ont été rejetés. |                     |                     |                |        |       |

|                                                                                               | Nom                 | Parti                 | Nombre de voix | %      | Maj. |
| --------------------------------------------------------------------------------------------- | ------------------- | --------------------- | -------------- | ------ | ---- |
|                                                                                               | Sam Hamad (sortant) | Libéral               | 14 410         | 34,5 % | 816  |
|                                                                                               | Jean Nobert         | Action démocratique   | 13 594         | 32,6 % | -    |
|                                                                                               | André Joli-Coeur    | Parti québécois       | 10 429         | 25 %   | -    |
|                                                                                               | André Larocque      | Vert                  | 1 734          | 4,2 %  | -    |
|                                                                                               | Catherine Lebossé   | Québec solidaire      | 1 326          | 3,2 %  | -    |
|                                                                                               | Claude Cloutier     | Démocratie chrétienne | 225            | 0,5 %  | -    |
| Total                                                                                         | Total               | Total                 | 41 718         | 100 %  |      |
| Le taux de participation lors de l'élection était de 81,3 % et 259 bulletins ont été rejetés. |                     |                       |                |        |      |

|                                                                                               | Nom                           | Parti               | Nombre de voix | %      | Maj.  |
| --------------------------------------------------------------------------------------------- | ----------------------------- | ------------------- | -------------- | ------ | ----- |
|                                                                                               | Sam Hamad                     | Libéral             | 17 938         | 44,5 % | 6 270 |
|                                                                                               | Line-Sylvie Perron            | Parti québécois     | 11 668         | 29 %   | -     |
|                                                                                               | Guy Laforest                  | Action démocratique | 9 505          | 23,6 % | -     |
|                                                                                               | Jean-Pierre Guay              | Vert                | 493            | 1,2 %  | -     |
|                                                                                               | Jean-Philippe Lessard-Beaupré | UFP                 | 402            | 1 %    | -     |
|                                                                                               | Pierre Laliberté              | Bloc pot            | 281            | 0,7 %  | -     |
| Total                                                                                         | Total                         | Total               | 40 287         | 100 %  |       |
| Le taux de participation lors de l'élection était de 81,1 % et 286 bulletins ont été rejetés. |                               |                     |                |        |       |

|                                                                                               | Nom                  | Parti                 | Nombre de voix | %      | Maj.  |
| --------------------------------------------------------------------------------------------- | -------------------- | --------------------- | -------------- | ------ | ----- |
|                                                                                               | Paul Bégin (sortant) | Parti québécois       | 14 805         | 46,1 % | 1 838 |
|                                                                                               | Pierre Boulanger     | Libéral               | 12 967         | 40,4 % | -     |
|                                                                                               | Normand Morin        | Action démocratique   | 3 977          | 12,4 % | -     |
|                                                                                               | Claude Pelletier     | Démocratie socialiste | 169            | 0,5 %  | -     |
|                                                                                               | Jean Cerigo          | Loi naturelle         | 108            | 0,3 %  | -     |
|                                                                                               | Gisèle Desrochers    | Marxiste-léniniste    | 70             | 0,2 %  | -     |
| Total                                                                                         | Total                | Total                 | 32 096         | 100 %  |       |
| Le taux de participation lors de l'élection était de 80,9 % et 306 bulletins ont été rejetés. |                      |                       |                |        |       |

|                                                                                               | Nom                | Parti               | Nombre de voix | %      | Maj.  |
| --------------------------------------------------------------------------------------------- | ------------------ | ------------------- | -------------- | ------ | ----- |
|                                                                                               | Paul Bégin         | Parti québécois     | 12 905         | 39,4 % | 3 441 |
|                                                                                               | André Arthur       | Indépendant         | 9 464          | 28,9 % | -     |
|                                                                                               | Silvia Garcia      | Libéral             | 7 833          | 23,9 % | -     |
|                                                                                               | Gaétane Lamontagne | Action démocratique | 1 868          | 5,7 %  | -     |
|                                                                                               | Jean-Guy Gagnon    | NPD Québec          | 415            | 1,3 %  | -     |
|                                                                                               | Serge Montambault  | Indépendant         | 169            | 0,5 %  | -     |
|                                                                                               | Réal Croteau       | Loi naturelle       | 124            | 0,4 %  | -     |
| Total                                                                                         | Total              | Total               | 32 778         | 100 %  |       |
| Le taux de participation lors de l'élection était de 85,9 % et 405 bulletins ont été rejetés. |                    |                     |                |        |       |

## Référendums
|  | Référendum                     | % du OUI | % du NON | Taux de participation |
|  | Référendum de 1980             | 51,60 %  | 48,40 %  | 87,05 %               |
|  | Accord de Charlottetown (1992) | 37,49 %  | 62,51 %  | 81,87 %               |
|  | Référendum de 1995             | 53,01 %  | 46,99 %  | 94,28 %               |